# ديف دوناواي
ديف دوناواي (بالإنجليزية: Dave Dunaway)‏ هو لاعب كرة قدم أمريكية أمريكي، ولد في 19 يناير 1945، وتوفي في 12 مارس 2001.